# Síndrome nefrótico congénito
El síndrome nefrótico congénito es una rara enfermedad hereditaria provocada en la mayor parte de las ocasiones por una mutación en el gen NPHSl2 que codifica la nefrina y está situado en el cromosoma 19 humano (19q13). Existen distintas variantes del síndrome, la más habitual es la de tipo finlandés que presenta un patrón de herencia autosómico recesivo.

## Epidemiología y genética
Los casos de síndrome nefrótico congénito se presentan esporádicamente en la mayor parte de los países del mundo, pero su frecuencia es mucho mayor en la población de Finlandia, debido al parecer a la existencia de 2 mutaciones fundadoras que se han extendido entre los habitantes de este país nórdico. Se han descrito sin embargo cerca de 200 mutaciones diferentes que pueden provocar el mal, por lo que los síntomas presentan cierto grado de variabilidad dependiendo de la mutación concreta.